# Сјучанг
Сјучанг (许昌) град је Кини у покрајини Хенан. Према процени из 2009. у граду је живело 532.668 становника.

## Становништво
Према процени, у граду је 2009. живело 532.668 становника.
| 1990.   | 2000.   | 2009    |
| ------- | ------- | ------- |
| 212.854 | 354.822 | 532.668 |